# La Roque-Baignard
La Roque-Baignard település Franciaországban, Calvados megyében. Lakosainak száma 105 fő (2022. január 1.). La Roque-Baignard Auvillars, Léaupartie, Manerbe és Montreuil-en-Auge községekkel határos.

## Népesség
A település népességének változása:
| Lakosok száma | 87   | 57   | 93   | 125  | 106  | 112  | 118  | 121  | 115  | 105  |
|               | 1968 | 1982 | 1990 | 2006 | 2013 | 2015 | 2017 | 2019 | 2020 | 2022 |